# Gunnar Andersen (1909–1988)
Gunnar Andersen (ur. 26 lutego 1909, zm. 1988) – norweski skoczek narciarski, mistrz świata z 1930.

## Przebieg kariery
W 1930 zdobył złoty medal podczas Mistrzostw Świata w Narciarstwie Klasycznym. Zawody rozgrywane były na Holmenkollbakken w Oslo, obiekcie o punkcie konstrukcyjnym usytuowanym na 50 metrze. Andersen skoczył 48,5 oraz 48 metrów. Tytuł mistrzowski zapewnił sobie pokonując sto czterdziestu siedmiu rywali.
Rok później wystartował w mistrzostwach świata w niemieckim Oberhofie. Po dwóch skokach na odległość 50 metrów Andersen zajął odległe, 52. miejsce.